# Henry Keble
Pour les articles homonymes, voir Keble.
Henry Keble ou Keeble, mort en avril 1517, est le lord-maire de Londres en 1510.

## Biographie
Originaire de Coventry, il s'établit dans la paroisse de St Mary Aldermary où il exerce la profession d'épicier. Merchants of the Staple à Calais, il est six fois maître de la Grocers' Company (en) et donne 1 000 £ pour reconstruire l'église de St Mary Aldermary,.
Échevin, shérif de Londres en 1503, il devient lord-maire en 1510.
Sa fille, Alice (décédée en 1521) épouse d'abord William Browne (décédé le 3 juin 1514), et après sa mort, William Blount (4e baron Mountjoy). En 1515, Keble, son gendre, Lord Mountjoy, et d'autres ont acheté le manoir d'Apethorpe à Willybrook Hundred dans le Northamptonshire.